# Tyler Boyd (Footballspieler)
Tyler Boyd (geboren am 15. November 1994 in Clairton, Pennsylvania) ist ein US-amerikanischer American-Football-Spieler auf der Position des Wide Receivers. Er spielte College Football für die University of Pittsburgh. 2024 stand er bei den Tennessee Titans in der National Football League (NFL) unter Vertrag. Zuvor spielte Boyd acht Jahre lang für die Cincinnati Bengals.

## College
Boyd ging auf die Highschool in seinem Heimatort Clairton, Pennsylvania. Neben American Football spielte er dort auch Baseball und Basketball. Mit 117 Touchdowns in seiner Highschool-Karriere stellte Boyd einen neuen Rekord im Bundesstaat Pennsylvania auf. Er nahm am All-American Bowl teil und ging ab 2013 auf die University of Pittsburgh.
Bei den Pittsburgh Panthers nahm Boyd von Beginn an eine wichtige Rolle ein. Als Freshman fing er 85 Pässe für 1174 Yards und sieben Touchdowns – jeweils Bestwerte für College-Spieler in ihrem ersten Jahr in dieser Saison. In den folgenden beiden Jahren wurde er jeweils in das All-Star-Team der Atlantic Coast Conference (ACC) gewählt.
Boyd war der erste Spieler in der ACC, der sowohl als Freshman als auch als Sophomore über 1000 Receiving Yards verbuchen konnte. Mit insgesamt 254 gefangenen Pässen und 3361 Yards Raumgewinn im Passspiel stellte er jeweils neue Rekorde an seinem College auf. Neben seiner Rolle als Wide Receiver fand Boyd auch Verwendung als Return Specialist. Am 1. Januar 2016 gab er bekannt, dass er sich für den NFL Draft anmelden würde.

## NFL
Boyd wurde in der zweiten Runde des NFL Draft 2016 an 55. Stelle von den Cincinnati Bengals ausgewählt. In seiner Rookiesaison wurde er als dritter Receiver hinter A. J. Green und Brandon LaFell eingesetzt. Boyd kam auf 54 gefangene Pässe für 603 Yards und einen Touchdown.
Am 5. Spieltag der Saison 2017 zog sich Boyd einen Innenbandriss zu, wegen dem er mehrere Wochen ausfiel.
Im letzten Spiel der Saison gegen die Baltimore Ravens erzielte Boyd in der letzten Spielminute bei einem 4th Down and 12 an der gegnerischen 49-Yard-Linie den spielentscheidenden Touchdown zum 31:27-Sieg der Bengals. Dadurch verpassten die Ravens den Einzug in die Play-offs. Stattdessen erreichten die Buffalo Bills zum ersten Mal seit 1999 die Postseason. In der Folge spendeten Fans der Bills knapp eine halbe Million Dollar an die Stiftung von Bengals-Quarterback Andy Dalton und über 100.000 Dollar an die von Boyd unterstützte Western PA Youth Athletic Association. Sportlich verlief die Spielzeit für Boyd insgesamt weniger erfolgreich, verletzungsbedingt kam er nur in zehn Spielen zum Einsatz und konnte 22 Pässe für 225 Yards sichern.
In der Saison 2018 kam Boyd erstmals auf über 1000 Yards Raumgewinn im Passspiel in einer Saison. Nach dem verletzungsbedingten Ausfall von A. J. Green war er zeitweise der Nummer-eins-Receiver seines Teams. Boyd kam in drei Spielen auf über 100 Receiving Yards, insgesamt fing er 76 Pässe für 1028 Yards und sieben Touchdowns. Wegen eines erneuten Innenbandrisses verpasste er die letzten beiden Partien der Saison.
Am 23. Juli 2019 verlängerte Boyd seinen Vertrag in Cincinnati für 43 Millionen Dollar um vier Jahre bis 2023. Auch in der Spielzeit 2019 erreichte Boyd die Marke von 1000 Receiving Yards, obwohl die Bengals am Ende der Saison die schlechteste Bilanz der Liga aufwiesen. In Abwesenheit des verletzten A. J. Green etablierte sich Boyd als bester Passempfänger des Teams.
In der Saison 2020 verpasste Boyd sein drittes Jahr mit über 1000 Yards, nachdem er nach dem verletzungsbedingten Ausfall von Joe Burrow nur noch zehn Pässe in den letzten sechs Spielen gefangen hatte. Neben den 2020 bzw. 2021 im Draft ausgewählten Wide Receivern Tee Higgins und Ja’Marr Chase wurde Boyd in der seit 2020 von Joe Burrow angeführten Offense als Slot-Receiver eingesetzt, in der Saison 2021 erzielte er 828 Yards Raumgewinn und fünf Touchdowns. Er erreichte mit den Bengals den Super Bowl LVI, den sie mit 20:23 gegen die Los Angeles Rams verloren. Dabei fing er fünf Pässe für 48 Yards Raumgewinn. In der Saison 2022 fing Boyd in der Regular Season 58 Pässe für 762 Yards und fünf Touchdowns. In seinem achten und letzten Jahr bei den Bengals fing Boyd 67 Pässe für 667 Yards und zwei Touchdowns. Insgesamt bestritt er 120 Spiele für Cincinnati, in denen ihm bei 613 gefangenen Pässen insgesamt 6000 Yards Raumgewinn und 31 Touchdowns gelangen.
Im Mai 2024 nahmen die Tennessee Titans Boyd unter Vertrag.

### NFL-Statistiken
| Saison                             | Team               | Spiele | Spiele | Receiving | Receiving | Receiving | Receiving | Receiving | Fumbles | Fumbles |
| Saison                             | Team               | GP     | GS     | Rec       | Yds       | Avg       | Lng       | TD        | Fum     | Lost    |
| ---------------------------------- | ------------------ | ------ | ------ | --------- | --------- | --------- | --------- | --------- | ------- | ------- |
| 2016                               | Cincinnati Bengals | 16     | 2      | 54        | 603       | 11,2      | 30        | 1         | 1       | 1       |
| 2017                               | Cincinnati Bengals | 10     | 1      | 22        | 225       | 10,2      | 49        | 2         | 0       | 0       |
| 2018                               | Cincinnati Bengals | 14     | 14     | 76        | 1028      | 13,5      | 49        | 7         | 0       | 0       |
| 2019                               | Cincinnati Bengals | 16     | 15     | 90        | 1046      | 11,6      | 47        | 5         | 2       | 2       |
| 2020                               | Cincinnati Bengals | 15     | 8      | 79        | 841       | 10,6      | 72        | 4         | 1       | 0       |
| 2021                               | Cincinnati Bengals | 16     | 10     | 67        | 828       | 12,4      | 68        | 5         | 1       | 0       |
| 2022                               | Cincinnati Bengals | 16     | 14     | 58        | 762       | 13,1      | 60        | 5         | 0       | 0       |
| 2023                               | Cincinnati Bengals | 17     | 13     | 67        | 667       | 10,0      | 64        | 2         | 0       | 0       |
| 2024                               | Tennessee Titans   | 16     | 8      | 39        | 390       | 10,0      | 40        | 0         | 0       | 0       |
| Total                              | Total              | 136    | 85     | 552       | 6390      | 11,6      | 72        | 31        | 5       | 3       |
| Quelle: pro-football-reference.com |                    |        |        |           |           |           |           |           |         |         |